# Marko Bijač

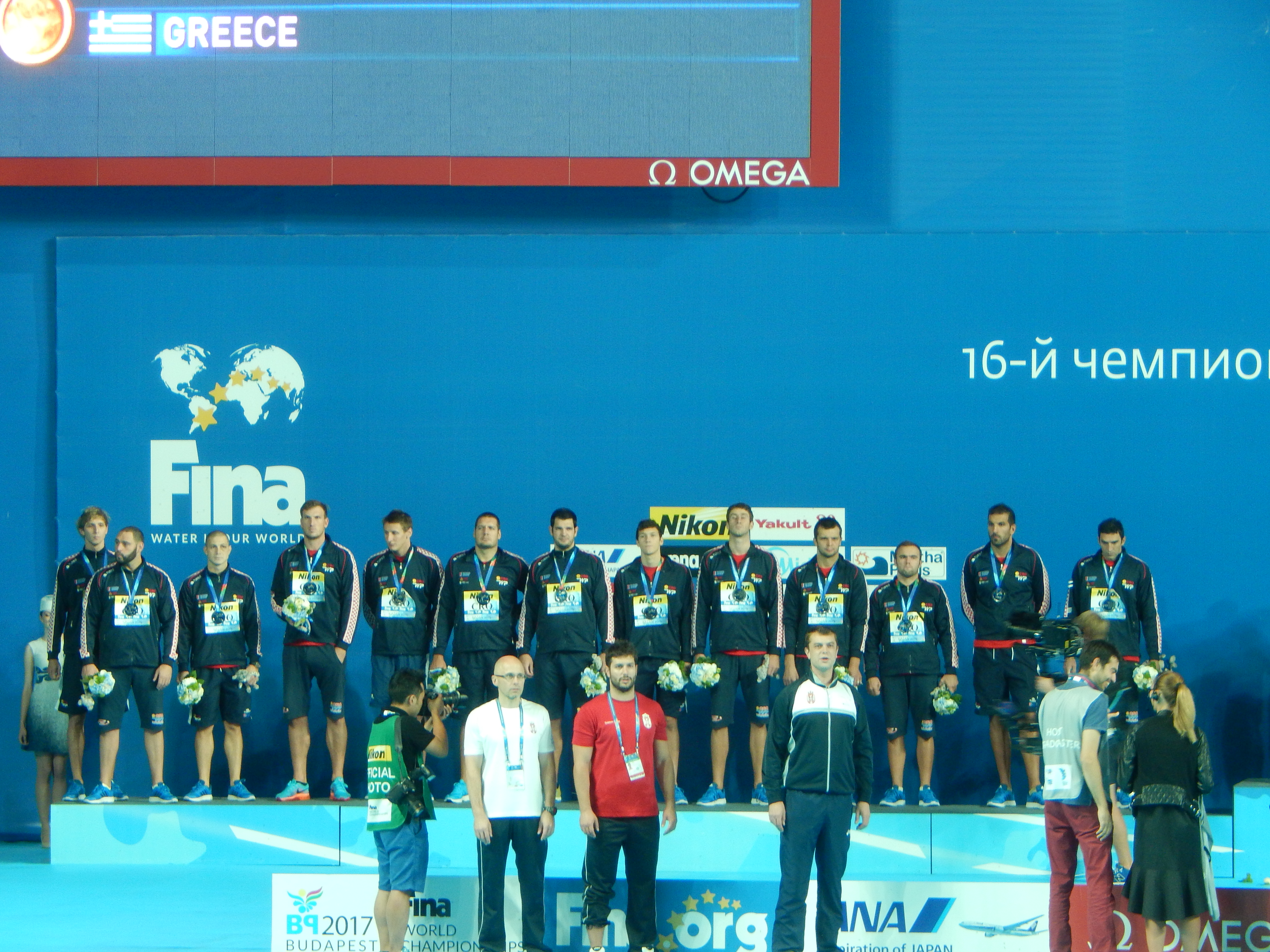
Die kroatische Mannschaft befindet sich auf dem Podium bei der Siegerehrung 2015 in Kasan. Marko Bijač steht ganz links.

Marko Bijač (* 12. Januar 1991 in Dubrovnik) ist ein kroatischer Wasserballspieler. Er war mit der kroatischen Nationalmannschaft Olympiazweiter 2016 und 2024. Bei Weltmeisterschaften gewann er zwei Goldmedaillen, eine Silbermedaille und zwei Bronzemedaillen. Hinzu kamen je eine Gold-, Silber- und Bronzemedaille bei Europameisterschaften.

## Sportliche Karriere
Auf Vereinsebene war Marko Bijač bis 2018 bis auf eine Saison immer bei VK Jug Dubrovnik, er gewann in dieser Zeit vier kroatische Meistertitel. Von 2018 bis 2021 spielte er bei Pro Recco und wurde einmal italienischer Meister. 2021 wechselte er nach Griechenland zu Olympiakos Piräus und gewann auch hier Meistertitel.
Der 2,01 Meter große Torhüter spielt seit 2013 regelmäßig in der Nationalmannschaft, war aber anfangs Ersatzmann für Josip Pavić. Ende Juni 2013 fanden die Mittelmeerspiele 2013 im türkischen Mersin statt, bei denen die kroatische Mannschaft gewann. Einen Monat später bei der Weltmeisterschaft in Barcelona unterlagen die Kroaten im Halbfinale der ungarischen Mannschaft. Das Spiel um den dritten Platz gewannen die Kroaten mit 10:8 gegen die Italiener. Josip Pavić war Stammtorhüter, Ersatzmann Bijač kam nur in zwei Vorrundenspielen zum Einsatz. 2014 belegten die Kroaten mit Pavić als Stammtorhüter den fünften Platz bei der Europameisterschaft in Budapest. Bei der Weltmeisterschaft 2015 in Kasan gewannen die Kroaten im Viertelfinale gegen Montenegro. Das Halbfinalspiel gegen die Griechen konnten die Kroaten erst im Penaltyschießen für sich entscheiden. Im Finale unterlagen die Kroaten den Serben mit 4:11. Im Jahr darauf bei den Olympischen Spielen 2016 in Rio de Janeiro siegten die Kroaten im Viertelfinale über die Brasilianer und im Halbfinale über die Montenegriner. Im Finale spielten wieder die Serben gegen die Kroaten und die Serben gewannen 11:7. Pavić und Bijač wurden beide im Finale eingesetzt, Bijač hatte dabei allerdings mehr Spielzeit.
2017 bei der Weltmeisterschaft in Budapest gewannen die Kroaten ihre Vorrundengruppe und bezwangen im Viertelfinale die Italiener. Nach einem 12:11-Sieg im Halbfinale gegen die Serben gewannen die Kroaten den Titel mit einem 8:6 gegen die Ungarn. Marko Bijač war jetzt Stammtorhüter, Ersatzmann war Ivan Marcelić. Im Jahr darauf fand die Europameisterschaft in Barcelona statt. Nach einer Halbfinalniederlage gegen die Serben gewannen die Kroaten das Spiel um den dritten Platz gegen Italien mit 10:8. Bijač spielte weitgehend durch, Marcelić war nur in einem Vorrundenspiel zeitweise im Tor. Bei der Weltmeisterschaft 2019 in Gwangju besiegten die Kroaten im Viertelfinale die deutsche Mannschaft und unterlagen im Halbfinale den Spaniern. Im Spiel um den dritten Platz schlugen sie die Ungarn mit 10:7. Bei den 2021 ausgetragenen Olympischen Spielen in Tokio erreichten die Kroaten nach einer Viertelfinalniederlage gegen die Ungarn den fünften Platz. Bijač hütete in der Vorrunde das Tor, in den Platzierungsspielen kam Marcelić zum Einsatz.
2022 fand zunächst die Weltmeisterschaft in Budapest statt. Die Kroaten siegten im Viertelfinale über Serbien und unterlagen im Halbfinale den Spaniern. Das Spiel um den dritten Platz gegen die Griechen endete 7:9. Zwei Monate später waren die Kroaten in Split Gastgeber der Europameisterschaft 2022. Nach einem 11:10 über Italien im Halbfinale gewannen die Kroaten das Endspiel mit 10:9 gegen die Ungarn. 2023 wurde bereits die Weltmeisterschaft in Fukuoka ausgetragen. Die Kroaten waren in der Vorrunde Gruppenzweite geworden und verpassten mit einer 12:13-Niederlage gegen Montenegro den Einzug ins Viertelfinale. In den Platzierungsspielen erreichten sie den neunten Platz. Im Januar 2024 bei der Europameisterschaft 2024 gewannen die Kroaten im Viertelfinale gegen Griechenland und bezwangen im Halbfinale die Ungarn mit 11:8. Im Finale unterlagen die Kroaten den Spaniern mit 10:11. Einen Monat später bei der Weltmeisterschaft in Doha trafen die Kroaten bereits in der Vorrunde auf die Spanier und verloren mit 6:10. Mit einem 22:4 über China und einem 15:13 über die Serben im Viertelfinale erreichten die Kroiaten das Halbfinale, wo sie die Franzosen erst im Penaltyschießen bezwingen konnten. Auch das Finale gegen die Italiener wurde erst im Penaltyschießen entschieden, die Kroaten waren nach sieben Jahren wieder Weltmeister. Zweiter Torhüter hinter Marko Bijač war Mate Anić. Bei den Olympischen Spielen 2024 in Paris belegten die Kroaten in der Vorrunde den vierten Platz. Im Viertelfinale besiegten sie die Spanier und im Halbfinale die Ungarn. Im Finale trafen sie auf Serbien, den Vierten der anderen Vorrundengruppe, und unterlagen 11:13. Marko Bijač spielte im Finale 20:25 Minuten, in den anderen 11:35 Minuten hütete Toni Popadić das kroatische Tor.